# Plocaederus barauna
Plocaederus barauna là một loài bọ cánh cứng trong họ Cerambycidae.